# Relic Entertainment
Relic Entertainment è una compagnia produttrice di videogiochi che si è specializzata nei giochi di strategia in tempo reale 3D e ha realizzato alcuni titoli innovativi per PC, tra cui Homeworld, Impossible Creatures, Homeworld 2, Warhammer 40.000: Dawn of War e Company of Heroes.

## Storia
Relic fu fondata a Vancouver (Canada) da Alex Garden e Luke Moloney nel 1997.  Il loro primo titolo, Homeworld, fu distribuito tra acclamazioni, critiche e ottime vendite. Poiché non continuarono immediatamente a lavorare sul marchio (Sierra Entertainment, il produttore del gioco, ne possedeva i diritti), il gioco ebbe uno spin-off, Homeworld: Cataclysm, sviluppato da Barking Dog Studios e pubblicato da Sierra.
Il loro titolo seguente fu Impossible Creatures, prodotto e distribuito da Microsoft nel 2002.  Si concentrava su un ambiente fittizio degli anni 1930, permettendo ai giocatori di costruire unità da differenti parti anatomiche di animali. Il gioco ebbe successo, anche se non ricevette la stessa attenzione di Homeworld.
Nel settembre 2003, fu distribuito il sequel Homeworld 2. Nonostante mostrasse una grafica notevolmente migliorata e nuove caratteristiche, oltre ad alcuni originali e nuovi elementi di gameplay, non raggiunse lo stesso risultato del predecessore e raccolse tiepide recensioni.
Il 27 aprile 2004, il produttore THQ annunciò l'acquisto di Relic per la cifra di quasi 10 milioni di USD in una transazione completamente monetaria, completata intorno ai primi di maggio dello stesso anno.
Relic quindi mise in commercio Warhammer 40.000: Dawn of War il 20 settembre 2004, un gioco RTS basato sull'ambientazione del popolare gioco da tavolo Warhammer 40.000. Il gioco fu un successo, con molti recensori che inneggiavano all'innovativo sistema di risorse e alla tipologia di gioco basato su squadre e non su singole unità.
Seguendo il successo riscosso da Dawn of War, Relic produsse un'expansion pack intitolato Winter Assault il 19 settembre 2005.  L'espansione aggiungeva una quinta razza, la Guardia Imperiale, oltre ad aggiungere nuove unità alle razze già esistenti. L'espansione ebbe un moderato successo, anche se non ebbe lo stesso impatto del primo gioco.
Il primo approccio di Relic al mondo delle console, The Outfit, fu distribuito il 13 marzo 2006 per l'Xbox 360.  Non proprio di successo, molti recensori lo definirono un gioco "da amare o da odiare". fu inoltre criticato per le sue scarne modalità a giocatore singolo.
L'11 settembre 2006 vide l'uscita di Company of Heroes, un RTS ambientato nella Seconda guerra mondiale in cui Relic dava sfoggio del suo nuovo engine, l'Essence. Questo motore grafico, che era stato progettato da Relic stessa, annoverava notevoli caratteristiche grafiche di ultima generazione, incluso l'HDR e il dynamic lighting, oltre ad utilizzare il motore fisico Havok. Il gioco fu un grandissimo successo, con una media di valutazione nelle recensioni del 94% e numerosi premi come "Gioco dell'anno".
Poco dopo, una seconda espansione per Dawn of War fu distribuita il 9 ottobre 2006. Questa espansione (giocabile anche come stand-alone) Dark Crusade aggiunse molte caratteristiche al titolo: due nuove razze (i Necron e i Tau), ulteriori nuove unità per le razze preesistenti, ed una nuova modalità per la campagna a giocatore singolo (simile a quella della serie Total War), ovvero una mappa strategica di un territorio conquistabile, in cui le varie zone potevano essere teatro di scontri diretti fra le fazioni del gioco. Il design standalone del gioco era inteso ad eliminare la necessità di possedere i due precedenti titoli (Dawn of War e Winter Assault) per poter giocare. In effetti, Dark Crusade è in grado di funzionare sia da solo, che con Dawn of War, che con tutti e due i titoli precedenti; l'unica limitazione rimane la possibilità di utilizzare le relative razze in modalità multiplayer. Contemporaneamente venne pubblicato un golden pack che permetteva l'acquisto contemporaneo dei tre titoli. Inoltre Dawn of War veniva regalato insieme a Company of Heroes in alcune rivendite.
Il successo di Dark Cruade fu moderato, ma molti affermano che questo è dovuto anche alla pubblicazione quasi contemporanea di Company of Heroes, che ne avrebbe offuscato il successo. In ogni caso, ricevette diversi premi come Miglior espansione dell'anno.
Vi sono inoltre alcune voci di corridoio che parlano del fatto che Relic abbia riacquistato i diritti per Homeworld da Vivendi, e altre che parlano di un eventuale seguito per Dawn of War. Entrambe le voci non sono state confermate.

## Cronologia prodotti
- Homeworld (2000)
- Impossible Creatures (2002)
- Homeworld 2 (2003)
- Warhammer 40.000: Dawn of War (2004)
- Warhammer 40.000: Dawn of War - Winter Assault (2005)
- The Outfit (2006)
- Company of Heroes (2006)
- Warhammer 40.000: Dawn of War - Dark Crusade (2006)
- Company of Heroes: Opposing Fronts (2007)
- Warhammer 40.000: Dawn of War - Soulstorm (2008) (Sviluppato da Iron Lore Entertainment)
- Warhammer 40.000: Dawn of War II (2009)
- Company of Heroes: Tales of Valor (2009)
- Warhammer 40.000: Space Marine (2011)
- Company of Heroes 2 (2013)
- Age of Empires IV (2021)
- Company of Heroes 3 (2022)

## Riconoscimenti ricevuti
- Best Developer (miglior sviluppatore), nei Best of 2006 Awards[2] di IGN